# Mr. Natural (album Bee Gees)
Mr. Natural è il dodicesimo album dei Bee Gees, uscito nel 1974.

## Tracce
1. Charade – 4:13
2. Throw a Penny – 4:49
3. Down the Road – 3:25
4. Voices – 4:52
5. Give a Hand, Take a Hand – 4:48
6. Dogs – 3:45
7. Mr. Natural – 3:49
8. Lost in Your Love – 4:38
9. I Can't Let You Go – 3:47
10. Heavy Breathing – 3:27
11. Had a Lot of Love Last Night – 4:07